# Ivan Bolle
Ivan Bolle, slovenski kemik, agronom in fitopatolog, * 16. januar 1850, Prosek, † 2. september 1924, Firence.
Bolle je 1871 končal študij biokemije na Visoki tehniški šoli v Gradcu, kjer je do 1880 služboval kot asistent. Od 1880 do 1912 je bil ravnatelj sviloprejskega preskuševališča v Gorici. V letih 1886 do 
1905 je bil podpredsednik Goriške kmetijske družbe. Proučeval je tla, prehrano in bolezni, njihove povzročitelje ter škodljivce, vinogradništvo in sadjarstvo. Največ pa se je ukvarjal z vzrejo sviloprejke. Obnovil je svilorejo ne le na Goriškem, marveč v več avstro-ogrskih deželah. Objavil je preko 60 razprav ter nekaj publikacij v italijanskem, nemškem in slovenskem jeziku. Nekatera njegova dela so bila prevedena  v 12 jezikov.